# Triunfo (ort i Brasilien, Paraíba, Triunfo, lat -6,57, long -38,60)
Triunfo är en ort i Brasilien.   Den ligger i kommunen Triunfo och delstaten Paraíba, i den östra delen av landet, 1 400 km nordost om huvudstaden Brasília. Triunfo ligger 340 meter över havet och antalet invånare är 3 871.
Terrängen runt Triunfo är kuperad åt nordväst, men åt sydost är den platt. Runt Triunfo är det ganska glesbefolkat, med 42 invånare per kvadratkilometer.. Det finns inga andra samhällen i närheten. 
Omgivningarna runt Triunfo är huvudsakligen savann.